# VR-Bank Erding
Die VR-Bank Erding eG ist eine Genossenschaftsbank mit Sitz in Erding.

## Geschichte
Die Wurzeln der heutigen VR-Bank Erding eG gehen zurück bis in das Jahr 1895. Am 24. März 1895 wurde die damalige Volksbank Westach-Isen eGmuH gegründet. Am 27. Februar 1898 versammelte Martin Irl, Malermeister und später Mitglied des deutschen Reichstages, in der Gastwirtschaft „Zur Post“ Handwerker und Gewerbetreibende, um gemeinsam mit ihnen den „Gewerbeverein Erding“, die spätere Volksbank Erding eG, zu gründen. 
Nach erfolgreichen Anfangsjahren folgten mit dem Ersten Weltkrieg, der Rezession der 1920er Jahre und dem Zweiten Weltkrieg auch für die seit 1941 als Volksbank Erding eGmuH firmierende Genossenschaft schwierige Jahre. Bei dem Bombenangriff am 18. April 1945 wurden die Räume der Volksbank Erding zerstört. In der zweiten Hälfte des 19. Jahrhunderts mussten, wegen einer spektakulären Bankenpleite im Landkreis Freising, die Mitglieder dort unbeschränkt haften. Um zu verhindern, dass die Mitglieder in Erding aus Angst kündigen und ihr Eigenkapital abziehen, war die Volksbank Erding die erste Genossenschaftsbank in Bayern, die eine Haftungsbeschränkung für ihre Mitglieder einführte. Aus der eGmuH wurde die eGmbH. 
Nach der Währungsreform im Jahr 1948 erhöhten sich die Mitgliederzahlen und die Bankgeschäfte zeigten eine positive Entwicklung. Die bisherigen Geschäftsräume wurden bald zu klein. Die Bank erwarb deshalb in der Zollnerstraße 4 zwei Grundstücke, auf welchen sich bis heute die Hauptstelle befindet.
Nach der Eröffnung mehrerer Geschäftsstellen in Klettham, Wartenberg und Neufinsing folgte die Fusion mit der Raiffeisenbank Reichenkirchen-Wartenberg im Jahre 1993. Seit der Fusion mit der Raiffeisenbank Finsing-Neuching-Ottenhofen eG im Jahre 2003 firmiert die Bank als VR-Bank Erding eG.
Zum 1. Januar 2017 fusionierte die Bank mit der Raiffeisen-Volksbank Isen-Sempt eG, zum 1. Januar 2021 mit der Raiffeisenbank St. Wolfgang-Schwindkirchen eG und zum 1. Januar 2024 mit der Raiffeisenbank Erding eG. Die Firma lautet weiterhin VR-Bank Erding eG.

## Standorte
Die VR-Bank Erding eG ist mit mehreren Geschäftsstellen und SB-Standorten in den Landkreisen Erding und Ebersberg vertreten.

## Organe und Gremien
Die Organe und Gremien der VR-Bank Erding eG sind der Vorstand, der Aufsichtsrat und die Vertreterversammlung. Der Vorstand der VR-Bank Erding eG besteht aus vier Mitgliedern, die vom Aufsichtsrat bestellt wurden. Der Aufsichtsrat wird von der Vertreterversammlung gewählt. Er überwacht die Geschäftsführung des Vorstandes und kontrolliert die Geschäftsergebnisse. Zudem prüft er den Jahresabschluss und berichtet einmal jährlich in der Vertreterversammlung über diese Prüfung. Die Vertreterversammlung wird von den Mitgliedern gewählt und ist das zentrale Willensbildungsorgan der Bank.